# 当座借越
当座借越（とうざかりこし）とは会計用語の一つ。
通常は当座預金の残高よりも多額の小切手を振り出したならば不渡りとなるものの、前もって銀行との契約を結んでおくことで一定額までは銀行に立て替えてもらえて不渡りを回避できるという借金の制度。これを行うには銀行と当座借越契約という契約を結ぶ必要があり、これが結ばれることで当座預金が不足していても契約した限度額までの小切手を振り出せるようになる。
なお、銀行側から見た場合にはこうした処理は顧客に一時的に資金を貸すことになるため、当座貸越（とうざかしこし）と呼ばれることになる。